# Europaår
Europaår eller europeiskt år är ett tema som Europeiska unionen utlyser för ett år i taget, för att dra allmänhetens uppmärksamhet till något speciellt område.
| - 1983 - Småföretagare och hantverk - 1984 - Jämställdhet - 1985 - Musik - 1986 - Trafiksäkerhet - 1987 - Miljö - 1988 - Film och TV - 1989 - Cancer - 1990 - Turism - 1992 - Arbetsmiljö - 1993 - Äldre och solidaritet mellan generationerna - 1994 - Mat och hälsa - 1995 - Vägsäkerhet och unga förare - 1996 - Utbildning och livslångt lärande | - 1997 - Rasism och främlingsfientlighet - 1998 - Lokal och regional demokrati - 1999 - Kvinnomisshandel - 2001 - Språk - 2003 - Handikapp - 2004 - Utbildning genom idrott - 2005 - Medborgarskap genom utbildning - 2006 - Arbetstagares rörlighet - 2007 - Lika möjligheter för alla - 2008 - Interkulturell dialog - 2009 - Kreativitet och innovation - 2010 - Bekämpning av fattigdom och social utestängning - 2011 - Frivilligarbete | - 2012 - Aktivt åldrande och solidaritet mellan generationerna - 2013 - Europeiska medborgaråret - 2014 - Europeiska medborgaråret - 2015 - Europeiska året för utveckling - 2016 - inget - 2017 - inget - 2018 - Europeiska året för kulturarv - 2019 - inget - 2020 - inget - 2021 - Europeiska järnvägsåret - 2022 - ? - 2023 - Europaåret för kompetens |